# Reinsdorf (Nebra)

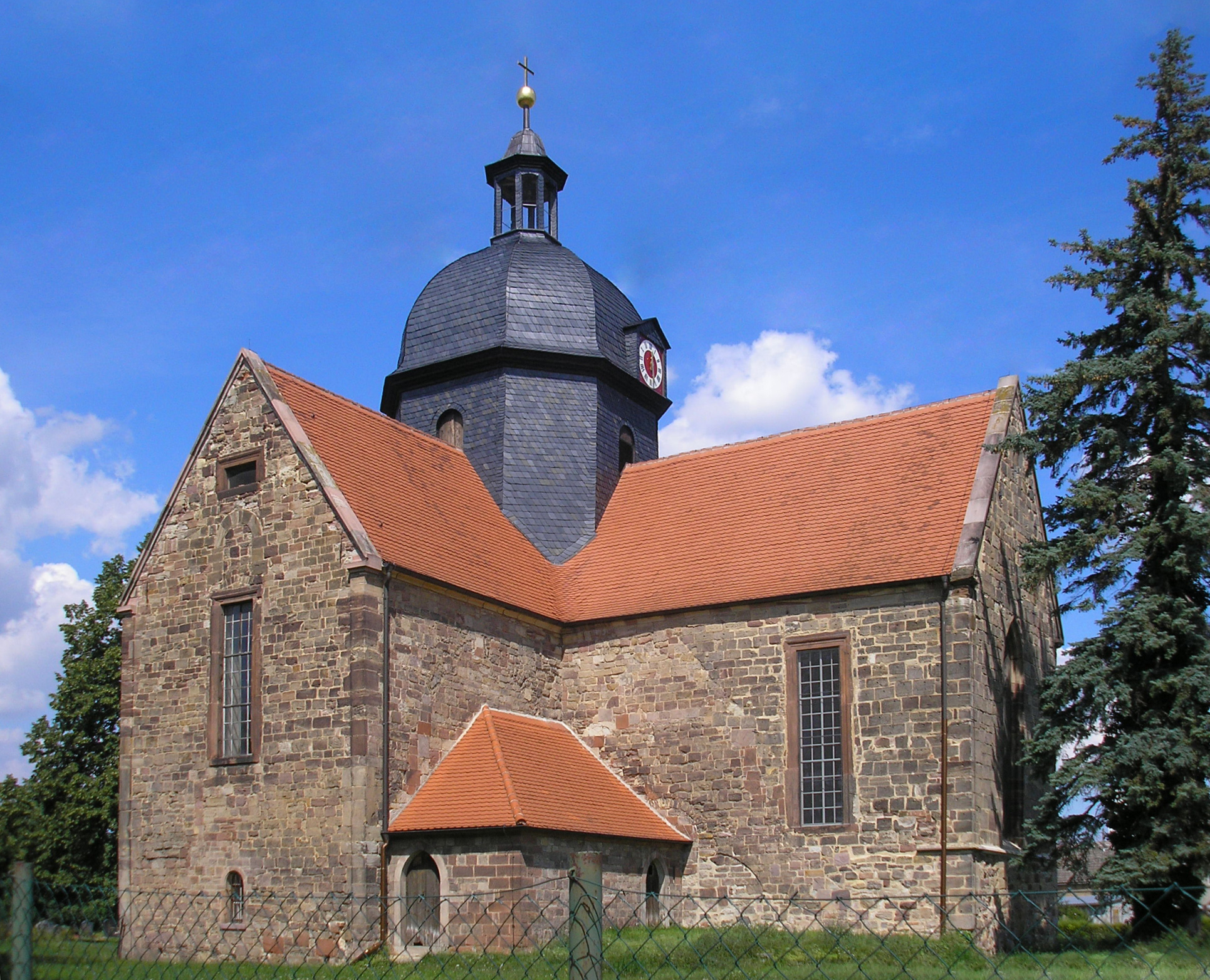
Dorfkirche

Reinsdorf ist ein Ortsteil der Stadt Nebra (Unstrut) im Burgenlandkreis in Sachsen-Anhalt.

## Geografie
Reinsdorf liegt an der Unstrut zwischen den Städten Halle (Saale) und Weimar.

## Geschichte
Reinsdorf wurde im „Breviarium Sancti Lulli“ 786 als „Reginhardesdorf“ erstmals urkundlich erwähnt. 1112 entstand das Benediktinerkloster Reinsdorf, das nach der Reformation aufgelöst wurde. Das Bamberger Ministerialengeschlecht „von Reinsdorf“ hatte hier seinen Stammsitz. Die Klosterweihe fand 1135 durch den Bamberger Bischof Otto I. statt.
Der Ort birgt erhellende Stätten der deutschen Kulturgeschichte. So beispielsweise Relikte einer dreischiffigen Basilika mit Querhaus und Chor, die nach der Aufhebung des dazugehörigen Klosters von der Einwohnerschaft von Reinsdorf als Steinbruch genutzt wurde. Im Anschluss an die Jahre nach dem Dreißigjährigen Krieg wurde die Kirchenruine zu einer Pfarrkirche neugestaltet und anno 1740 im barocken Stil restauriert.
Reinsdorf gehörte bis 1815 zum wettinischen, später kursächsischen Amt Freyburg. Durch die Beschlüsse des Wiener Kongresses kam der Ort zu Preußen und wurde 1816 dem Kreis Querfurt im Regierungsbezirk Merseburg der Provinz Sachsen zugeteilt, zu dem er bis 1944 gehörte.
1994 wurde in der Nähe der Kirche die neue Unstrutbrücke für Fußgänger und der hier verlaufende Unstrut-Radweg eingeweiht. Dieses Amt übernahm der damalige Bundeskanzleramtsminister Friedrich Bohl.
Auf der gegenüberliegenden Nebraer Seite der Unstrut wurde anno 1999 die neugestaltete Anlegestelle für Boote und Paddelboote freigegeben.
Am 1. September 2010 wurde Reinsdorf nach Nebra (Unstrut) eingemeindet.

## Wappen
Das Wappen wurde am 21. Juni 1993 durch das Regierungspräsidium Halle genehmigt.

## Wirtschaft und Infrastruktur
Verkehr
- Westlich des Ortes verläuft die Bundesstraße 250, die von Eckartsberga nach Querfurt führt.
- Durch den Ort führt die Unstrutbahn, auf der die Regionalbahnlinie RB 77 stündlich zwischen Naumburg (Saale) und Wangen verkehrt. Der Bahnhof nordwestlich des Orts war seit der Inbetriebnahme nach dem Ort Vitzenburg benannt. Im Zuge der Sanierung der Bahnstrecke im Winter 2011/12 wurde ein neuer Haltepunkt Reinsdorf (b Nebra) direkt am Nordrand des Ortes errichtet.